# Зачарованные (сезон 8)
Восьмой сезон американского телесериала «Зачарованные» выходил на телеканале The WB с 25 сентября 2005 года по 21 мая 2006 года.

## Сюжет
Уничтожившие Занку и Нексус Зачарованные считаются погибшими. Они изменяют облик. Теперь они Дженни, Джули и Джо Беннетт, кузины сестёр Холливелл. Перед битвой Пайпер оформила клуб и особняк на отца, а также детей, Криса и Уайатта. Став новыми личностями, девушки хотят жить новой жизнью, без демонов, без Старейшин и прочих магических существ, но Пейдж начинает мучить звон: поскольку она является Хранителем, зов подопечных раздается в её голове автоматически. Фиби работает в редакции как кузина самой себя. Пайпер формально управляет клубом. Зачарованные находят новую юную ведьму Билли Дженкинс. Это и есть подопечная Пейдж. Сёстры решают обучить её колдовству и пускают к себе в дом. Неожиданно дело о кузинах Беннетт начинает расследовать агент ФБР Мёрфи. Вскоре он узнаёт, что хотел. Он знает про магию и про сестёр. Побыв в шкуре других людей, Зачарованные хотят снова стать собой. Благодаря агенту Мёрфи история со взрывом в подвале особняка превращается в историю о том, как сёстры помогали ФБР. Вскоре выясняется, что Билли ищет свою родную старшую сестру Кристи, которая пропала будучи 10-летней девочкой. Неожиданно Ангел Судьбы забирает Лео у Пайпер. Ангел обещает вернуть его, но только после Великой Битвы. Зачарованные пытаются выяснить, что это за Битва. К Фиби приходит Купидон (Куп), с которым она начинает встречаться. А Пейдж влюбляется в полицейского Генри. Немного спустя Кристи находится. Но кто за ней стоит, сёстры и не подозревают… Триада возродилась. Кристи — Зло. Вскоре она убеждает Билли и магических существ, что Зачарованные на самом деле Зачарованные Злом, а вовсе не Добром, как считалось. Зачарованные понимают, что битва с сёстрами Дженкинс и есть Великая Битва.
У Пайпер и Лео рождается ещё один ребёнок — девочка Мелинда, которую она видела когда-то в будущем с Прю и Фиби. У Пейдж и Генри рождаются две девочки-близняшки и мальчик. А Фиби, которая считала, что родит всего одну девочку, выходит замуж за Купа и рожает трёх детишек . Сёстры решают записать всю свою восьмилетнюю историю в Книгу Таинств.
Финальная сцена:
Младшая внучка Пайпер и Лео закрывает двери особняка с помощью телекинеза.

## В ролях

### Основной состав
- Алисса Милано — Фиби Холливелл (22 эпизода)
- Роуз Макгоуэн — Пейдж Мэтьюс (22 эпизода)
- Холли Мари Комбс — Пайпер Холливелл (22 эпизода)
- Кейли Куоко — Билли Дженкинс (22 эпизода)
- Брайан Краузе — Лео Уайатт (12 эпизодов)

### Второстепенный состав
- Иван Сергей — Генри Митчелл (11 эпизодов)
- Марнетт Пэттерсон — Кристи Дженкинс (8 эпизодов)
- Виктор Вебстер — Куп Купидон (7 эпизодов)
- Джейсон Льюис — Декс Лоусон (6 эпизодов)
- Лелэнд Крук — Триад Кандор (6 эпизодов)
- Стивен Дж. Оливер — Триад Асмодеус (5 эпизодов)
- Сорен Оливер — Триад Балиел (5 эпизодов)
- Брэндон Куинн — агент Мёрфи (4 эпизода)
- Джеймс Рид — Виктор Беннет (3 эпизода)
- Энтони Кистаро — демон Думэйн (3 эпизода)
- Ребекка Болдинг — Элис Ротман (2 эпизода)
- Дженнифер Родс — Пенни Холливелл (2 эпизода)
- Дрю Фуллер — Крис Холливелл (1 эпизод)
- Финола Хьюз — Пэтти Холливелл (1 эпизод)
- Элизабет Деннехи — Старейшина Сандра (1 эпизод)
- Питер Вудворд — Хозяин Зла (1 эпизод)
- Уэсли Рэмси — Уайатт Холливелл (1 эпизод)
- Скотт Джек — Сэм Уайлдер (1 эпизод)
- Саймон Темплман — Ангел смерти (1 эпизод)

## Эпизоды
| № общий | № в сезоне | Название                                                         | Режиссёр             | Автор сценария            | Дата премьеры    | Произв. код  | Зрители в США (млн) |
| --- | ---------- | ---------------------------------------------------------------- | -------------------- | ------------------------- | ---------------- | ------------ | ------------------- |
| 157 | 1          | «Still Charmed & Kicking» «Всё ещё Зачарованные и готовые к бою» | Джеймс Л. Конуэй     | Брэд Керн                 | 25 сентября 2005 | 62015-08-157 | 4.2                 |
| Отныне, благодаря заклинанию, сёстры становятся кузинами Джули (Фиби), Дженни (Пайпер) и Джо (Пейдж) Беннетт, а Лео — Луисом, мужем Дженни. После смерти Зачарованных демоны хотят захватить дом сестёр, действуя при этом через их отца. Виктор отказывается продавать дом. Тогда демоны решают его убить. Пытаясь не раскрыть себя, сёстры ищут способы помочь отцу, чтобы демоны отстали от него раз и навсегда. В это же самое время Пейдж начинает слышать звон в своей голове, оповещающий о появлении нового подопечного. И, похоже, ей может стать юная охотница на демонов, ещё учащаяся в школе. Демоны начинают подозревать, что Зачарованные всё ещё живы. |            |                                                                  |                      |                           |                  |              |                     |
| 158 | 2          | «Malice in Wonderland» «Преступное намерение в стране чудес»     | Мэл Дэмски           | Брэд Керн                 | 2 октября 2005   | 62015-08-158 | 3.8                 |
| Демоны врываются в Школу магии в поисках сестёр. Удостоверившись, что Зачарованные больше не защищают Школу, демоны решают проверить свою теорию другим способом. Они начинают похищать и сводить с ума невинных подростков, используя сказку «Алиса в Стране чудес». Юная охотница на демонов Билли выходит на след похитителей. Но в ненужный момент всё портит Пейдж, которая до сих пор страдает от звона в голове. Фиби возвращается на своё рабочее место в образе своей кузины. Ей симпатизирует парень Декс, который работает в том же здании, где находится редакция газеты. Пайпер пытается жить нормальной жизнью, но мелкие бытовые проблемы быстро выводят её из себя. Билли узнаёт, что Зачарованные живы, и напрашивается к ним в ученицы. |            |                                                                  |                      |                           |                  |              |                     |
| 159 | 3          | «Run, Piper, Run» «Беги, Пайпер, беги!»                          | Дерек Йохансен       | Кэмерон Литвак            | 9 октября 2005   | 62015-08-159 | 4.1                 |
| У Пайпер неприятности из-за её облика, она — точная копия убийцы Майи Холмс. Из-за внешности Пайпер попадает за решётку. Оказывается, что настоящий виновный во всех несчастьях Майи — её бывший любовник, окружной прокурор. Пейдж вместе с Билли пытается помочь Пайпер и Майе, которую сёстры решают не бросать в беде. Фиби тем временем прикасается к Дексу и получает видение: землетрясение на его выставке. Фиби пытается уберечь своего будущего мужа и отца своего будущего ребёнка от непредвиденного события. |            |                                                                  |                      |                           |                  |              |                     |
| 160 | 4          | «Desperate Housewitches» «Отчаянные ведьмы-домохозяйки»          | Джон Паре            | Джанин Реншоу             | 16 октября 2005  | 62015-08-160 | 4.2                 |
| В воспитательницу Уайатта, Мэнди, вселяется демон. Разными способами она внушает Пайпер, что та — плохая кузина, и совсем не умеет заботиться о ребёнке умершей родственницы. Пайпер теряет бдительность, и демонша похищает Уайатта. Оказывается, ребёнок ей нужен был для того, чтобы воскресить Хозяина. Пейдж видит на улице Декса, который целуется с незнакомой девушкой. Она выясняет, что это — бывшая девушка Декса. Чуя неладное, Пейдж пытается помочь Фиби, несмотря на все протесты той, вывести Декса на чистую воду. Демонша переносится с Уайаттом в Школу магии и готовит таинственный ритуал вызова. В это самое время Билли, вместо урока с Лео, переносится вместе с ним в Школу Магии и случайно находит Уайатта. Оставив Лео наблюдать за безопасностью сына, Билли возвращается домой и рассказывает обо всём сёстрам. |            |                                                                  |                      |                           |                  |              |                     |
| 161 | 5          | «Rewitched» «Перезачарованные»                                   | Джон Т. Кретчмер     | Роб Райт                  | 23 октября 2005  | 62015-08-161 | 4.2                 |
| Агент Мёрфи становится свидетелем магии Билли, он подозревает, что она и «кузины» занимаются магией, а сестры Холливелл живы. Чтобы загладить свою вину, Билли делает так, чтобы Фиби и Декс поскорее поженились, но теперь они не помнят, почему и когда они это сделали. Пейдж не может наладить отношения с парнем из-за комплексов по поводу своего облика. В конце серии сёстры вновь становятся самими собой и объединяются с агентом Мёрфи. |            |                                                                  |                      |                           |                  |              |                     |
| 162 | 6          | «Kill Billie Vol. 1» «Убить Билли, часть 1»                      | Майкл Гроссман       | Элизабет Хантер           | 30 октября 2005  | 62015-08-162 | 4.3                 |
| Репортёры атакуют особняк Холливеллов, они считают сестёр шпионками. Теперь только Билли может колдовать, оставаясь незамеченной, но вот беда — новый демон, Догон, так пугает её, что она бессильна. Теперь ей надо вспомнить про похищение сестры и побороть страх. Пейдж должна отвязаться от репортеров, у Пайпер проблемы с Лео, а у Фиби — с Дексом. |            |                                                                  |                      |                           |                  |              |                     |
| 163 | 7          | «The Lost Picture Show» «Давно потерянное фото»                  | Джонатан Уэст        | Даг Э. Джонс и Энди Ризер | 6 ноября 2005    | 62015-08-163 | 3.8                 |
| Демон Валклав долгие годы удерживает невинных людей на фото, но вот парень Джей Ди, заключённый там полвека, сбегает и нуждается в защите от окружающего мира. Помочь ему должны Билли, Пейдж и ненавистный ей родной отец Сэм. Пайпер и Лео до сих пор не могут найти общий язык и помириться. Пейдж предлагает им снова сходить к психологу. Только в этот раз психолога находит Лео. Им оказывается прорицатель, который, чтобы помочь семейной паре, меняет Лео и Пайпер телами. |            |                                                                  |                      |                           |                  |              |                     |
| 164 | 8          | «Battle of the Hexes» «Битва заклятий»                           | Левар Бертон         | Джанин Реншоу             | 13 ноября 2005   | 62015-08-164 | 4.3                 |
| Пейдж получает нового подзащитного, которого арестовывает Генри Митчелл. У Пайпер проблемы с клубом. Билли надевает Золотой пояс Гайи, который делает её всемогущей, но заставляет уничтожать мужчин и медленно убивает её. |            |                                                                  |                      |                           |                  |              |                     |
| 165 | 9          | «Hulkus Pocus» «Фокусы в стиле Халка»                            | Джоэл Дж. Фейгенбаум | Лиз Сагал                 | 20 ноября 2005   | 62015-08-165 | 4.2                 |
| Агент Мёрфи просит сестёр найти для него одного демона. Но этот демон оказывается намного сильнее, чем предполагали ведьмы. Он был похож на тёмную сторону доктора Джекилла. Угрожая Мёрфи, Зачарованные выясняют, что Правительство США случайно создало вирус, способный поразить все магические существа — на короткое время демон или ведьма становятся супер-могущественными, но затем быстро умирают. Случайно и Билли заражается вирусом. В это же время Пейдж помогает Генри найти папашу для оставшегося без матери младенца. |            |                                                                  |                      |                           |                  |              |                     |
| 166 | 10         | «Vaya Con Leos» «Вслед за Лео»                                   | Джанис Кук Леонард   | Кэмерон Литвак            | 27 ноября 2005   | 62015-08-166 | 4.3                 |
| При покупке машины для Лео Пайпер встречает Ангела смерти и начинает беспокоиться. Дома она вызывает его и узнаёт, что пришёл час Лео. В надежде уберечь его Пайпер накладывает заклинание, вследствие чего все мужчины в Сан-Франциско становятся похожи на её мужа. Но Ангел смерти всё равно его находит. Лео попадает в автомобильную аварию, врачи обнаруживают у него внутреннее кровоизлияние. В попытках спасти мужа, Пайпер связывается со Старейшинами и Аватарами, но и те, и другие твердят, что Лео должен умереть. Тогда Пайпер обращается к последнему существу, способному ей помочь. В это время Билли пытается найти демона, который пятнадцать лет назад похитил её сестру. |            |                                                                  |                      |                           |                  |              |                     |
| 167 | 11         | «Mr. & Mrs. Witch» «Мистер и миссис Ведьма»                      | Джеймс Л. Конуэй     | Роб Райт                  | 8 января 2006    | 62015-08-167 | 3.3                 |
| Билли обрела новую силу, проекцию, но совсем не знает, как с ней обращаться. В это же самое время к ней приезжают родители. Во время скандала за ужином Билли случайно называет своих родителей «холодными наёмниками», превратив их тем самым в безжалостных убийц. |            |                                                                  |                      |                           |                  |              |                     |
| 168 | 12         | «Payback's a Witch» «Расплата — ведьма»                          | Мэл Дэмски           | Брэд Керн                 | 15 января 2006   | 62015-08-168 | 3.4                 |
| У Уайатта день рождения, однако он вместе с матерью опечален отсутствием Лео, потому с помощью заклинания он оживляет свои детские игрушки — куклы Ковбоя, Индейца и Морского Пехотинца, чтобы они помогли ему найти отца. Пейдж и Генри Митчелл помогают Нику, подопечному Генри, получить в банке кредит. Когда ему в нём отказывают, Ник захватывает заложников и так или иначе требует получения денег. Сложившейся ситуацией пользуется демон одержимости, который вселяется в Ника и пытается заставить Пейдж и Билли, которые оказались вместе с заложниками в банке, воспользоваться магией на глазах невинных, чтоб спасти положение, но тем самым раскрыть свой секрет. |            |                                                                  |                      |                           |                  |              |                     |
| 169 | 13         | «Repo Manor» «Возврат особняка»                                  | Дерек Йохансен       | Даг Э. Джонс              | 22 января 2006   | 62015-08-168 | 3.6                 |
| Демоны предпринимают очередную попытку занять место Зачарованных в своих целях. А сёстры меж тем в очередной раз пытаются начать жить отдельно. В этот раз переезжает Фиби. Пайпер пытается найти оракулов, которые могли бы заглянуть в будущее и узнать, что это за новая Сила, с которой им предстоит сражаться. Пейдж с помощью всех возможных магических средств пытается помочь Генри, чтобы тот решил все свои проблемы и наконец они смогли бы сходить на «нормальное» свидание. |            |                                                                  |                      |                           |                  |              |                     |
| 170 | 14         | «12 Angry Zen» «12 разгневанных дзенов»                          | Джон Паре            | Кэмерон Литвак            | 12 февраля 2006  | 62015-08-170 | 3.2                 |
| Каждый год демоны пытаются овладеть мифическим посохом Будды и остановить непрерывный цикл Зодиак. При попытке найти Лео Пайпер неожиданно становится обладательницей посоха, что оказывает влияние на поступки сестер. Билли совершенствует свой дар проекции и встречается с сестрой. Фиби устраивает вечеринку в честь новоселья. Пейдж предпринимает усилия, чтобы Генри вник в её сферу деятельности. |            |                                                                  |                      |                           |                  |              |                     |
| 171 | 15         | «The Last Temptation of Christy» «Последнее искушение Кристи»    | Джон Т. Кретчмер     | Лиз Сагал и Рик Мураки    | 19 февраля 2006  | 62015-08-171 | 3.8                 |
| Билли нашла сестру и теперь пытается помочь ей вернуться к нормальной жизни после 15 лет плена у демонов. Но демоны не желают так просто отдавать Кристи и нападают. Билли учит Кристи контролировать свою силу, но демоны нападают второй раз, Кристи поджигает сестру и уходит с ними. Позже она говорит, что была под влиянием демонов и ничего не могла поделать. Тем временем в доме Холливеллов появляется некий Саймон, утверждающий, что ему предначертано судьбой жениться на… Пейдж! Сама Пейдж против, но Саймон не слушает её и даже вызывает на дуэль Генри. В конце серии Генри делает предложение Пейдж. А в жизни Пайпер снова появляется Грэг, тот самый пожарный, с которым она пыталась построить отношения, поругавшись когда-то с Лео. |            |                                                                  |                      |                           |                  |              |                     |
| 172 | 16         | «Engaged and Confused» «Обручены и смущены»                      | Стюарт Гиллард       | Джанин Реншоу             | 26 февраля 2006  | 62015-08-172 | 4.0                 |
| Триада возвращается. Зачарованные даже не подозревают, что Кристи всё это время была с демонами заодно. Старейшины чувствуют свою вину за неустроенную личную жизнь Фиби и выделяют ей персонального Купидона. Генри обещает немедленно сыграть свадьбу с Пейдж, если сёстры выиграют Великую битву. Зачарованным удается убить двух из трёх демонов Триады, но, вопреки ожиданиям, Лео не возвращается. А это означает, что Великая битва впереди… |            |                                                                  |                      |                           |                  |              |                     |
| 173 | 17         | «Generation Hex» «Новое поколение волшебства»                    | Майкл Гроссман       | Роб Райт                  | 16 апреля 2006   | 62015-08-173 | 2.9                 |
| К Зачарованным обращаются студенты Школы магии. Во время своего преподавания Лео позволял студентам отрабатывать магию на двух демонах, которые были заколдованы таким образом, что не могли погибнуть. Но вот они выбрались на свободу и теперь хотят прикончить студентов. Троих из пяти они уже убили. Пайпер решает во что бы то ни стало помочь им. В это время Пейдж проводит медовый месяц вместе с Генри, даже не подозревая о проблемах сестёр. Оставшийся в живых Триад видит, как Кристи медленно, но верно идёт к светлой стороне. Он использует демонов, чтобы Кристи продолжала свою миссию. А Купидон помогает Фиби разобраться в себе с помощью путешествия по прошлым любовным отношениям. |            |                                                                  |                      |                           |                  |              |                     |
| 174 | 18         | «The Torn Identity» «Разорванная связь»                          | Левар Бертон         | Энди Ризер                | 23 апреля 2006   | 62015-08-174 | 3.3                 |
| У Пейдж и Генри начинаются проблемы. Пейдж обращается к Купидону, который находит своеобразное решение — заключает Пейдж в голову Генри. Кристи пытается убедить Билли в том, что сёстры её используют. Для этого она хочет убить демона, который может помочь приблизиться к разгадке Великой силы. Пайпер, пытаясь ей помешать, ударяет её взрывом своей силы. Кристи показывает рану Билли и говорит, что больше с Зачарованными их не должно ничего связывать. Объединив силу двух, Кристи и Билли уничтожают неистребимого демона, который убил их родителей. Пайпер догадывается о том, что отныне их враг — Кристи и Билли, которая, попав под влияние сестры, больше не верит Зачарованным. В это время Купидон помогает Фиби влюбиться, не замечая, как сам в неё влюбляется. |            |                                                                  |                      |                           |                  |              |                     |
| 175 | 19         | «The Jung and the Restless» «Юнг и беспокойство»                 | Дерек Йохансен       | Кэмерон Литвак            | 30 апреля 2006   | 62015-08-175 | 3.1                 |
| Пайпер считает, что надо принимать решительные меры в отношение Билли и её сестры. Фиби пытается поговорить с Билли, но Пайпер появляется и всё портит. У Пейдж появляется новая подопечная, которую хочет убить тёмный хранитель. Вызванная Пайпер старейшина подтверждает, что Кристи может быть той Великой силой, с которой им придётся сразиться. Билли с помощью Кристи вводит Зачарованных в мир снов, чтобы знать, какие приоритеты в жизни Зачарованных. Эти факты Кристи использует, чтобы доказать, что сёстры сбились с пути, поскольку их главные цели — отнюдь не борьба со злом, а обычные житейские: семья, любовь, дети. Зачарованным необходимо остановить Билли и Кристи, пока те не остановили их. Купидон возвращается. Он видит, что Фиби не придаёт большого значения своей любви и снова погружается в рутину. |            |                                                                  |                      |                           |                  |              |                     |
| 176 | 20         | «Gone with the Witches» «Унесённые ведьмами»                     | Джонатан Уэст        | Джанин Реншоу             | 7 мая 2006       | 62015-08-176 | 3.3                 |
| Кристи продолжает настраивать Билли против Зачарованных. Для этого она привлекает их общего воображаемого друга детства. Зачарованные просят лепреконов пойти в Школу магии и узнать побольше о Великой силе. Но на них нападают демоны, которых убивают Билли и Кристи. В мире добрых существ начинается смута. Одни считают, что Зачарованные стали врагами, так как послали лепреконов на верную смерть, другие верят, что годы борьбы со злом не могут быть вот так просто перечёркнуты. Во время одного из собраний волшебных существ на них снова нападают демоны. Лепреконы, нимфы и феи просят помощи Зачарованных, но тех уже заколдовали по приказу Триад, которые до сих пор в виде духов указывают направление Кристи. В итоге, пока Зачарованные под властью колдовства занимаются своими делами и не обращают внимания на обращённые к ним мольбы о спасении, помогают волшебному миру Билли и Кристи. Теперь против Зачарованных встаёт и весь волшебный мир. |            |                                                                  |                      |                           |                  |              |                     |
| 177 | 21         | «Kill Billie Vol. 2» «Убить Билли, часть 2»                      | Джон Паре            | Брэд Керн                 | 14 мая 2006      | 62015-08-177 | 3.7                 |
| Зачарованные оказываются в бегах в подземном мире. Они не могут вернуться в особняк, так как понимают, что там их будут поджидать Билли и Кристи. Неожиданно помочь Зачарованным вызываются демоны. Они не хотят, чтобы Триады стали снова править, но самостоятельно их убить у демонов сил не хватает. С помощью вылазки в Школу магии демоны узнают, что Триады хотят воспользоваться помощью Бездны в борьбе с Зачарованными. Сёстры решают вызвать Бездну раньше Билли и Кристи. |            |                                                                  |                      |                           |                  |              |                     |
| 178 | 22         | «Forever Charmed» «Зачарованные навсегда»                        | Джеймс Л. Конуэй     | Брэд Керн                 | 21 мая 2006      | 62015-08-178 | 4.5                 |
| В Великой битве погибают Пейдж, Фиби и Кристи. Пайпер пытается спасти сестёр от смерти и принимает отчаянное решение: она берёт у Купа кольцо и пробует перенестись во времени для того, чтобы предупредить Фиби и Пейдж о смерти. Однако кольцо действует не по плану Пайпер. В то же самое время Билли пытается вернуться в прошлое своими методами. |            |                                                                  |                      |                           |                  |              |                     |